# Ruimtelijke analyse en behaviorale geografie
Aan het begin van de jaren vijftig ontstond in de Verenigde Staten de Nieuwe Geografie. In de jaren zestig drongen de nieuwe ideeën door op het Europese continent. De Duitse en de Franse geografie, tot dan toe toonaangevend, moesten een behoorlijke stap terugdoen. De Angelsaksische geografie werd toonaangevend.

## Sociale geografie en ruimtelijke analyse
Aan het einde van de jaren vijftig heerste er aan enkele Amerikaanse universiteiten onvrede over de regionale geografie, toen de dominante manier van werken binnen de geografie. De kritiek die men had komt samengevat neer op:
- matig niveau
- additioneel in plaats van cumulatief
- slecht image
- geringe toepasbaarheid
- arbitraire regio’s
- kwalitatief en te weinig generalisatie
- exceptionalistisch

De ‘nieuwe geografie’ keerde zich af van de idiografische werkwijze van de regionale geografie en stelde het nomothetisch werken voorop. Het zoeken naar een theoretisch fundament voor deze koerswijziging (door sommigen wel geduid als een paradigmawisseling, als een wetenschappelijke revolutie in de zin van Thomas Kuhn) werd in de beginperiode sterk gestuurd door een oriëntatie op de inzichten uit de neoklassieke micro-economie. De micro-economie beperkt zich tot de bestudering van het veronderstelde economische gedrag van individuele huishoudens, ondernemers, consumenten en dergelijke. Veel invloed op de ontwikkeling van de ruimtelijke analyse hadden de centrale-plaatsentheorie van Walter Christaller en August Lösch, en de grondrentetheorie van Von Thünen. In de regionale geografie was aan deze inzichten nauwelijks aandacht besteed.
De geografische werkwijze verschoof nu nadrukkelijk van inductie naar deductie. Spreidingen van nederzettingen werden niet verklaard door de bepaaldheid van het fysisch milieu, maar door aannames over de relatie tussen de verzorgingsfunctie-afstand en transportkosten. Consumenten gaan in de visie van Christaller altijd naar de dichtstbijzijnde plaats om hun behoeften te bevredigen. De aanbieders op hun beurt moeten rekening houden met de aanwezigheid van een zekere kritische massa willen ze hun goederen en diensten rendabel aan de man of vrouw kunnen brengen. De reikwijdte van goederen en diensten varieert. Drempelwaarde en reikwijdte vormen het fundament van de centrale plaatsentheorie. Christaller dacht dus in termen van een geometrische ruimte
De wijze van werken van de nieuwe geografie is sterk beïnvloed door de wetenschapsfilosofie van het logisch positivisme of logisch empirisme (Wiener Kreis). Na de Tweede Wereldoorlog is dit verder omgewerkt tot kritisch rationalisme (Karl Popper) en door de ruimtelijke analytische wetenschappers geaccepteerd als het filosofisch fundament van het wetenschappelijk werk. Ondanks het feit dat het logisch positivisme veel kritiek te verduren heeft gekregen, is de invloed indirect nog zeer groot omdat belangrijke aspecten ervan nog steeds doorwerken in de methodologie van het wetenschapsbedrijf. Belangrijk daarin is de zogenaamde empirische cyclus. Door systematisch onderzoek via een aantal vaste stappen (de empirische cyclus) ontstaat wetenschappelijke kennis. In de empirische cyclus is de waarnemingsbasis het beginpunt en ook het referentiepunt. Een kaart kan dienen als een waarnemingsbasis en daarop kan door goed te kijken geconstateerd worden dat er verband bestaat tussen de spreiding van campings en de aanwezigheid van aantrekkelijke landschappen. Zo’n relatie is in feite een op waarneming gestoelde generalisatie. We weten echter nog niet hoe we dat verband moeten verklaren. Het zou ook nog toeval kunnen zijn. Dus wordt gekeken of het gevonden verband in een theorie in te passen valt. Een theorie is in deze traditie een logisch samenhangend geheel van uitspraken ter verklaringen van delen van de werkelijkheid. De theorie dient dan weer om hypothesen te formuleren over veronderstelde relaties tussen verschijnselen die op hun beurt weer getoetst worden aan de waarnemingsbasis: de empirische cyclus is dan weer rond. Het is dus een cyclus waarmee we ook willen aangeven dat een vast begin- of eindpunt ontbreekt.
Rond de jaren zeventig van de vorige eeuw was de ruimtelijke analyse de hoofdstroom van het geografisch denken geworden, zeker in de Angelsaksische wereld. Er kwamen nieuwe vakbladen en nieuwe handboeken: David Harvey’s ‘Explanation in geography’ werd de nieuwe bijbel van het geografische werk. In de leerboeken kregen modellen en het modelleren een centrale plaats. Stedelijke structuren werden geanalyseerd met behulp van het Von Thünenmodel en migratie- en pendelstromen werden onderzocht door toepassing van het zogenaamde graviteitsmodel. De aandacht voor modellen in deze hoofdstroom van het sociaal-geografisch denken is niet zo verwonderlijk, omdat het ruimtelijk-analytisch veld van onderzoek zo ingewikkeld is dat een vereenvoudigde weergave via modellen wel nodig is.
Het toepassen van modellen in de wetenschap moet niet worden gezien als het inschakelen van een neutraal instrument. De reductie is waarde-bepaald en omdat modellen vaak een eigen leven gaan leiden, verhelderen ze niet alleen onze kijk op de werkelijkheid maar versluieren die ook vaak. Een aardig voorbeeld is het model Randstad Holland in combinatie met het Groene Hart, waardoor gemakkelijke een niet met de werkelijkheid overeenkomend beeld van dit deel van Nederland kan ontstaan.
Ruimtelijke systemen zijn feitelijk ook een soort modellen. Met behulp van systeemmodellen probeert men te voorspellen en te sturen (denk aan verkeersgeleidesystemen). Het systeemdenken, dat natuurlijk al heel lang impliciet in de geografie aanwezig was, werd in de jaren zeventig erg populair. Steden en regio’s werden als systemen gezien en de algemene kenmerken van systemen werden toepasbaar geacht (steady state, negatieve en positieve terugkoppeling, entropie).
De systeembenadering heeft grote invloed gehad op de ontwikkelingen binnen de Rijksplanologische Dienst. In het Jaarverslag van de RPD heet het ‘ dat planning in deze tijd niet meer uitsluitend uit het hoofd kan gebeuren, maar dat de hulp moet worden ingeroepen van technieken en methoden, die het planningsproces systematischer en rationeler doen verlopen’. Met name de opzet van de Derde Nota over de Ruimtelijke Ordening en de uitwerking daarvan in structuurschema’s en structuurschetsen worden door het systeemconcept gedragen.
Al in het begin van de jaren zeventig kwamen er kritische geluiden op deze manier van geografie bedrijven. In 1969 verscheen het eerste nummer van het tijdschrift Antipode, dat pretendeerde een radicaal alternatief te bieden voor de ruimtelijke analyse. Men stelde de vraag of de technocratische aanpak, de abstracte modellen ver van de werkelijkheid, wel een bijdrage leverde bij het oplossen van de echte problemen zoals die van de derde wereld of die van de groeiende getto’s in de Amerikaanse steden. De sociaal-geograaf moest daadwerkelijk op de barricaden en zijn steentje bijdragen voor een meer rechtvaardige sociaalruimtelijke orde. David Harvey, een van de meest spraakmakende kopstukken van de ruimtelijke analyse, draaide zijn filosofisch fundament 180 graden en werd een van de belangrijkste marxistisch georiënteerde geografen met zijn boek ‘Social Justice and the city (1973).
Een tweede golf van kritiek van de kant van de zogenaamde humanistische geografie. Als de sociale geografie een sociale wetenschap pretendeerde te zijn, waarom staan dan abstracte ruimtelijke systemen centraal en niet de mens zelf? Deze kritiek is uiteindelijk minder invloedrijk gebleken dan die van de marxistische geografen. Voor een deel komt doordat de ruimtelijke analytici uiteraard ook vrij snel doordrongen waren van de beperkingen van een te absoluut modelgebruik. Zij zagen ook al spoedig dat de eenvoudige aannames over bijvoorbeeld de manier waarop de homo oeconomicus zijn beslissingen nam niet altijd geldig zijn. Menselijke beslissingen zijn niet steeds terug te voeren op de mathematische wetmatigheid van het zoeken naar de goedkoopste reisafstand. Bovendien wensten de humanistische geografen zich niet al te zeer te binden aan de helderheid van de empirische cyclus en de ruimtelijke analytici vonden nu juist dat het negeren van deze grondregels van het wetenschapsbedrijf schadelijk zou zijn voor het aanzien van de geografie.

## Sociale geografie als behaviorale geografie
De ruimtelijke analytici hadden weinig aandacht getoond voor het meer individuele ruimtelijke gedrag en zich vooral beziggehouden met ruimtelijke modellen en systemen. Maar gaandeweg werd men er zich meer van bewust dat deze systemen uiteindelijk gevormd worden door de handelingen van individuen. De a priori aannames over het gedrag van al deze individuen werden echter lang niet altijd getoetst. Een van de bekendste vooronderstellingen was dat de mens als een homo oeconomicus handelde, met andere woorden als een volledig geïnformeerde mens met een perfect vermogen tot economisch rationeel handelen. Maar de homo oeconomicus was een ideaalmodel, waaruit te veel kenmerken van de werkelijke mens waren weggelaten. De behaviorale benadering gaat er dus van uit dat ruimtelijke patronen en processen de resultanten zijn van individuele handelingen. Het is daarom van belang het ruimtelijk gedrag van de mens te begrijpen vanuit innerlijke processen bij de mens zelf. Een belangrijk uitgangspunt is dat menselijk handelen en gedrag niet geschiedt van hoe de ruimte is, maar hoe ze denken dat de ruimte is. Beslissingen worden niet genomen op grond van objectieve kenmerken van een gebied, maar op grond van subjectieve beelden - percepties- van het gebied. De behaviorale geografie kan worden beschouwd als de geografische uitwerking van het behaviouralism, een stroming in de sociale wetenschappen, waarin de mens wordt gezien als een actieve, interveniërende schakel tussen enerzijds de ruimtelijke omgeving en anderzijds het ruimtelijk gedrag. Anders dan in het behaviorisme, waarin de mens als passief wordt beschouwd -zijn gedrag wordt bijvoorbeeld gedetermineerd door de omgeving - waardeert het behaviouralism de mens als iemand die subjectief en met een vrije wil, aspiraties, normen en waarden een relatie aangaat met de omgeving.
Met de verandering in het mensbeeld wordt het sociaal-geografisch onderzoek ook breder. Het reikt van onderzoek naar percepties en images naar waardering en beslissingen met bestemming tot ruimtelijke inrichting, ruimtelijke bestemming of ruimtelijke interactie. In het begin van de ontwikkeling van de behaviorale geografie zijn twee stromingen te zien, die ook nu nog niets aan actualiteit hebben ingeboet.
- Het rampenonderzoek, de zogenaamde ‘natural hazard research’, waarin werd nagegaan op welke wijze de mensen de kansen op overstromingen, aardbevingen, droogte etc percipiëren en er naar handelen. De vaak gevonden achteloze instelling wordt verklaard met behulp van de theorie van de cognitieve dissonantie

- De studie van mental maps, images en urban schemata. Baanbrekend hiervoor is het werk van Kevin Lynch geweest.In zijn studie over de beeldvorming van de stad geeft Lynch de resultaten weer van een onderzoek onder de inwoners van Boston, Jersey City en Los Angeles over de manier waarop zij hun ruimtelijke omgeving structureerden. Hij stelde vast dat mensen hun omgeving simplificeren. De ruimtelijke structuur werd als het ware georganiseerd door middel van een vijftal elementen: Paths, Edges, Districts, Nodes en Landmarks.

Doordat overigens de behaviorale geografie zich aansloot bij het ruimtelijk-analytisch ideaal van het construeren van verklarende theorieën en het zoeken naar wetmatigheden kan deze stroming niet worden beschouwd als een breuk met het verleden. Met de hoofdstroom werd niet gebroken, maar het aandachtsveld werd verbreed.
De behaviorale geografie bestudeert dus het ruimtelijk gedrag en handelen van individuen en de cognitieve (verstandelijke) en affectieve (emotionele) processen die aan dat gedrag ten grondslag liggen
Een tweede richting in de behaviorale geografie ziet de mens veel meer als een persoon die in zijn handelingen beperkt is. Niet de menselijke wilsvrijheid maar constraints van allerlei soort vormen goede verklaringen voor het uiteindelijke gedrag. Immers preferenties zijn lang niet altijd in werkelijk gedrag om te zetten. Het is met name de Zweed Torsten Hägerstrand geweest die in Lund een behaviorale richting ontwikkelde met wat andere accenten dan in Engeland en de Verenigde Staten. Deze richting wordt de tijdgeografische richting genoemd waarin de time-space analysis centraal staat. Daarnaast in Hägerstrand ook degene geweest die belangrijke aanzetten gaf tot de toepassing van innovatiediffusie.
Voor Hägerstrand is vrijheid van handelen aanwezig als de beperkingen afwezig zijn. De beperkingen bepalen als het ware de grenzen van de tijdruimte prismas. Bij Hägerstrand is het gedrag dus meer regelgeleid.. Erg bekend zijn de tijdruimte voorstellingen geworden die op de ideeën van Hägerstrand zijn gebaseerd. Ruimte en tijd worden beschouwd als schaarse hulpbronnen, die aan bepaalde activiteiten en functies worden toegekend. De mens doorloopt per dag, week of leven een pad van het ene domein naar het andere en doet daarbij verschillende 'stations' aan. De Brit Anthony Giddens bracht sociologische kenmerken in Hägerstrands tijdgeografie in met de structuratietheorie.
We hebben dus gezien dat het gedrag van individuen op grof gezegd twee manieren verklaard kan worden: is er sprake van vrije keuze of moet men meer letten op de beperkingen die door maatschappij en ruimtelijke omgeving worden opgelegd? Momenteel is men het er wel over eens dat beide benaderingen complementair zijn en dat er minsten vier groepen variabelen zijn (overigens niet onafhankelijk van elkaar) die opgevoerd kunnen worden om het menselijk gedrag (of het achterwege blijven daarvan) te verklaren:
1. De voorkeuren van het individu
2. De middelen en vaardigheden waarover men kan beschikken
3. De maatschappelijke en geografische mogelijkheden
4. De specifieke omstandigheden in de tijd